# 18123 Pavan
18123 Pavan è un asteroide della fascia principale. Scoperto nel 2000, presenta un'orbita caratterizzata da un semiasse maggiore pari a 2,9645705 UA e da un'eccentricità di 0,0745709, inclinata di 1,28640° rispetto all'eclittica.